# Gailbach
Gailbach (lokale Aussprache: [gɑːlmɪʃ]) ist ein Stadtteil der kreisfreien Stadt Aschaffenburg mit 1.733 Einwohnern (31. Dezember 2021) und gehört zum Regierungsbezirk Unterfranken im Freistaat Bayern der Bundesrepublik Deutschland.

## Geographie
Der Stadtteil grenzt im Norden an die Gemeinde Haibach und deren Ortsteil Dörrmorsbach im Landkreis Aschaffenburg; im Süden an den Ortsteil Soden der Marktgemeinde Sulzbach am Main im Landkreis Miltenberg, an die Waldabteilung Weißberg des Stadtteils Schweinheim, und reicht dort bis vor die Söder Eiche. Im Südwesten grenzt Gailbach entlang des Waldrandes und mit seinen Sportplätzen an die Waldabteilung Reichenbacher Wald und bis vor den Aussichtsturm auf dem Stengerts an die Waldabteilung Salzlacke, die ebenfalls zum Stadtteil Schweinheim gehören. Im Westen grenzt Gailbach an die Waldabteilung Scheidgraben und den Walddistrikt VI Elterwald des Stadtteils Schweinheim. Der Stadtteil wird vom gleichnamigen Gailbach durchflossen. Der höchste Gipfel ist der des Findberges mit ca. 355 m ü. NHN. Ebenfalls auf dem Gemarkungsgebiet liegt unterhalb des Senders Pfaffenberg bei 391,477 m NHN der höchste Punkt des Aschaffenburger Stadtgebietes.

### Nachbargemarkungen
Folgende Gemarkungen grenzen an das Ortsgebiet von Gailbach:
|             | Haibach                                     | Grünmorsbach und Dörrmorsbach |
| Schweinheim | Kompassrose, die auf Nachbargemeinden zeigt | Oberbessenbach                |
|             | Soden                                       |                               |

## Geschichte

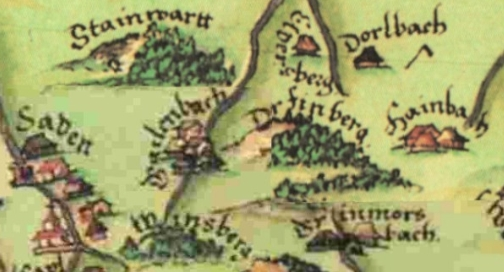
Gailbach (Ausschnitt aus dem Pfinzigatlas 1594)

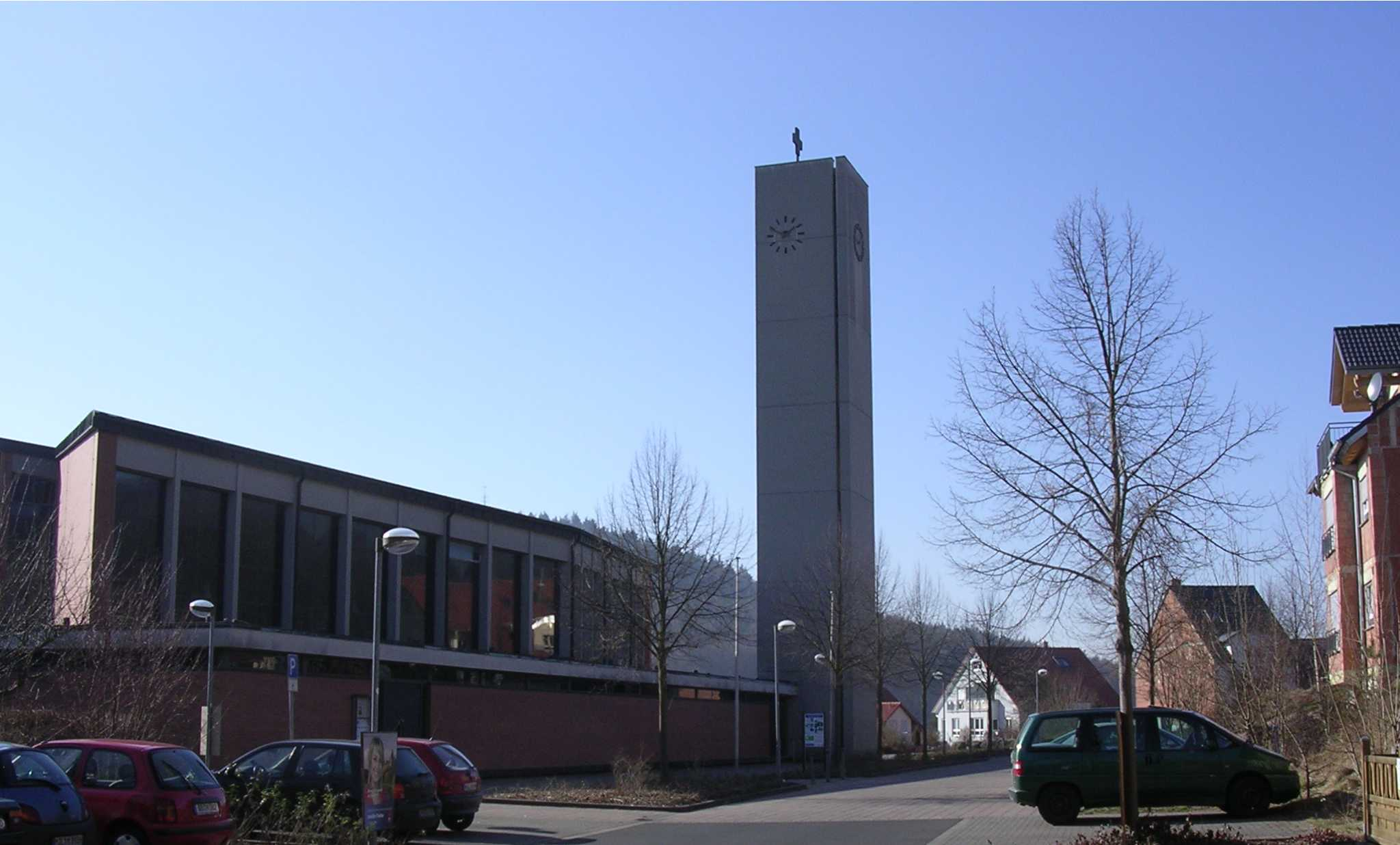
Neue Matthäuskirche

Jungsteinzeitliche Funde lassen eine frühe Besiedelung vermuten. Erstmals erwähnt wurde Gailbach am 28. März 1262 in einem Nekrolog des Stiftes St. Peter und Alexander. Eine urkundliche Aufzeichnung ist für 1284 nachgewiesen. Der Name veränderte sich von Galinbach, Gauelbach, Geuelbach und Gauwelnbach, 1325 zu Geuwelinbach, 1784 zu Gaulbach und 1812 zu Gailbach. Die Bezeichnung Geilbach taucht erstmals auf einer Karte im Jahre 1575 auf, gefolgt von Gaylenbach im Jurisdictionalbuch des Vicedomamtes Aschaffenburg von 1624.
Zu Ende des Kurfürstentums Mainz gehörte Gailbach zur Amtsvogtei Schweinheim des Vizedomamts Aschaffenburg, die ihren Sitz in Aschaffenburg hatte.
1812 hatte Gailbach 41 Feuerstellen und 230 Seelen (Einwohner) und gehörte zur Districtsmairie Schweinheim im Departement Aschaffenburg des Großherzogtums Frankfurt. Maire war Peter Hasenstab, Adjunct Johann Roth, Schullehrer Joseph Hornung.
Nach dem Übergang an die Krone Bayern gehörte Gailbach zu dem am 1. Oktober 1814 errichteten Landgericht Aschaffenburg.
1830 hatte Gailbach 308 Einwohner, die in 41 Häusern wohnten. Es hatte eine Schule und war Filiale der Pfarrei Schweinheim. Mit dem Landgericht Aschaffenburg kam Gailbach 1862 zum Bezirksamt Aschaffenburg, das ab 1939 als Landkreis Aschaffenburg bezeichnet wurde.
Im Rahmen der Schlacht um Aschaffenburg wurde Gailbach zum Kampfgebiet. Im Wald fielen mehrere Soldaten. Eine Einwohnerin wurde durch eine Granate getötet.
Nach dem Zweiten Weltkrieg kamen zahlreiche Heimatvertriebene nach Gailbach. Die Einwohnerzahl stieg in wenigen Jahren von ca. 800 auf 1100. Im Jahre 1970 wurde die Verbindungsstraße zum Sulzbacher Ortsteil Soden dem Verkehr übergeben (Weißbergstraße, bzw. Kreisstraße MIL 30). Noch vor der Eingemeindung wurde die Hauptstraße in „Aschaffenburger -“ und „Dörrmorsbacher Straße“, 1975 die „Ohmbachgasse“ in „Waldackerstraße“ umbenannt. Im Rahmen der Gemeindegebietsreform wurde die Gemeinde Gailbach am 1. April 1975 mit 1367 Einwohnern in die Stadt Aschaffenburg eingegliedert. Bereits zuvor hatte eine städtische Buslinie bestanden. 2012 feierte Gailbach am 14. und 15. Juli die 750-Jahr-Feier des Ortes mit einer Festmeile in der Glaserstraße (ehemals Friedensstraße) unterhalb der Turnhalle und der Einweihung eines Modells der alten Kirche.

## Wappen
Die ehemals selbständige Gemeinde Gailbach hatte ein Gemeindewappen: Ein rotgeflügelter, ansonsten silberner Speer teilt aufgerichtet sowie eine silberne Wellenlinie teilt liegend ein rotes Schild. Jedes der beiden oberen Viertel wird von einem silbernen Hufeisen geziert.

## Sehenswertes
- Das Fachwerkhaus Kitz-Haus ist ein ehemaliger Bauernhof aus dem Jahr 1803.
- Neue Kirche St. Matthäus
- zweiteilige Höhle im Wald unterhalb Dörrmorsbach

## Vereine und Kultur
Mehrere Vereine existieren in Gailbach, darunter
- der ansässige Fußballverein Kickers Gailbach
- der Verein für Heimat-Geschichte und Kultur Gailbach e. V.
- der Musikverein Gailbach 1923 e. V.
- der TSV Gailbach 1895 e. V. mit den Abteilungen Turnen, Leichtathletik, Jiu Jitsu, Tischtennis und Ringen, wobei Gailbach 2023 in der 2. Bundesliga gerungen hat. Ab 2024 treten die Ringer wieder in der höchsten Landesklasse (Oberliga Hessen) auf.
- die Freiwillige Feuerwehr Gailbach – Löschzug 7 der Stadt Aschaffenburg
- die Deutsche Pfadfinderschaft Sankt Georg (DPSG Gailbach Stamm Guy de Larigaudie)
- der Wanderverein „Wanderlust Gailbach 1930 e. V.“

## Persönlichkeiten
- Adalbert Schuck (* 25. November 1877; † 12. April 1945), Bürgermeister bis 1945
- Valentin Bachmann (* 1906; † 1994), Bürgermeister nach 1945
- Ludwig Roth (* 5. Juni 1897; † 20. August 1969), Bürgermeister von 1960 bis 1965
- Albrecht Velte (* 17. Juni 1920; † 14. September 1992), Bürgermeister von 1965 bis 1975
- Gregor Türk (* 1932 in Frickenhausen), seit 1966 Pfarrer in Gailbach, Ehrenbürger der ehemaligen Gemeinde Gailbach und der Stadt Aschaffenburg

## Kurioses
Die Gailbacher werden von Einwohnern der umliegenden Orte und der Aschaffenburger Stadtteile, also etwa den Haibacher Wellenkippern, Schweinheimer Häffen und den Aschaffenburger Pflasterschissern mit dem Scherznamen „Gailbacher Rehböcke“ (mundartlich auch: „Gaalmischer Räibeck“) bezeichnet.
Im Jahr 1878 war die ehemalige Gaststätte Zum grünen Baum auf dem heutigen Metzgereianwesen in der Aschaffenburger Straße nahe dem Klingertweg äußerster Vorposten der Gemeinde Gailbach in Richtung Aschaffenburg. Etwas oberhalb dieser Gaststätte befand sich im Wald das sogenannte Goldloch, ein Mundloch, das auch in der Sage Der Schäfer vom Findberge vorkommt, und nach welchem eine heute ebenfalls nicht mehr bestehende Gailbacher Gaststätte benannt war, die Goldloch-Schenke.
Die Silhouette des ursprünglich kegelförmigen Findberges und die des Stengerts sollen, vom Aschaffenburger Pompejanum aus betrachtet, den König Ludwig I. von Bayern an den Vesuv erinnert haben.